# Забастовка в Биратнагаре (1947)
Забастовка на джутовой фабрике Биратнагара (Majdur Hartal) — стачка (хартал) рабочих предприятия Biratnagar Jute Mill, Ltd. в Биратнагаре (Непал) 4-27 марта 1947 года. Первоначально забастовка была направлена против руководства компании в отношении трудовых прав, но постепенно вылилась в общенациональное движение против режима. Считается первым примером борьбы организованного политического рабочего движения в Непале.

## Предпосылки
В результате появления в городах Биратнагар и Биргандж фабричных производств, преимущественно в сфере лёгкой промышленности, началось формирование непальского рабочего класса, в первую очередь за счёт вчерашних ремесленников. При этом владельцы той же джутовой фабрики в Биратнагаре не обеспечивали работникам никаких трудовых прав. Невыносимыми были не только условия труда, но и жилищные условия рабочих — в жилых помещениях не было ни водопровода, ни других элементарных удобств.

## Забастовка
Забастовка и сопутствующие демонстрации стартовали 4 марта 1947 года. В руководители стачки выдвинулись будущий премьер-министр от Непальского конгресса Гириджа Прасад Коирала, а также его брат Тарини Прасад Коирала, Манмохан Адхикари и Юравадж Адхикари, занятые на джутовом производстве как служащие.
Забастовка началась с требований, основанных исключительно на трудовых правах, но вскоре подняла и вопрос политических прав профсоюзов. Стачку в Биратнагаре поддержал недавно образованный Непальский национальный конгресс (предшественник партии Непальский конгресс), и 9 марта к ней присоединился ещё один брат из семьи Коирала, Бишвешвар Прасад Коирала, со своими сторонниками. Численность бастующих увеличилась, в том числе за счёт трикотажной фабрики и других предприятий лёгкой промышленности.
Режим династии Рана направил в Биратнагар правительственные войска для подавления забастовки. Достигнув точки назначения, войска силой прекратили выступления рабочих и арестовали их лидеров. Некоторым из этих руководителей удалось избежать задержания, бежав в Индию. Оставшиеся шестеро рабочих и конгрессистских лидеров (Бишвешвар Прасад Коирала, Гириджа Прасад Коирала, Тарини Прасад Коирала, Гехендрахари Шарма, Манмохан Адхикари и Юбарадж Адхикари) были отправлены в столицу Катманду в качестве заключённых — пешим ходом по холмам, занявшим, по разным сведениям, от 21 до 24 дней.
Однако этот марш заключённых привлёк большое внимание, что помогло радикализовать крестьян из лежавших по пути деревень. Непальский национальный конгресс провёл конференцию в Джогбани (Индия) и постановил инициировать общенациональную сатьяграху, или движение гражданского неповиновения. Так начались протесты против режима династии Рана на постах наследных премьер-министров, ставшие прологом её свержения в 1951 году.

## Последствия
Как и было запланировано, всеобщее антиранистское движение началось 13 апреля движение. Тысячи непальцев, не оказывавших сопротивления, были арестованы в Биратнагаре, Катманду, Джанакпуре и Биргандже. Они требовали освобождения всех политзаключённых, а также институционализации гражданских прав. На улицах Катманду в рамках шествия протеста против Рана собрались десятки тысяч людей. Такая протестная явка в столице обеспокоила правительство. 16 мая, после нескольких недель протестов, премьер-министр Падма Шамшер Джанг Бахадур Рана произнёс историческую речь, в которой заявил о согласии привлечь в правительство большее количество простолюдинов не из клана Рана.
Падма Шамшер Рана также приказал освободить большинство задержанных по всей стране. Однако Бишвешвар Прасад Коирала и его товарищи-агитаторы из Биратнагара остались под стражей. Они были освобождены только в августе 1947 года — благодаря 27-дневной голодовке, народным протестам и ходатайствам политиков из Индийского национального конгресса, включая личную просьбу Махатмы Ганди. Организаторы забастовки сыграли видную роль в истории Непала — братья Б. П. и Г. К. Коирала впоследствии возглавят демократически избранные правительства страны от Непальского конгресса, а Манмохан Адхикари в 1949 году станет соучредителем Коммунистической партии Непала.